# مخطوطة فوينيتش
مخطوطة فوينيتش هي كتاب رسومي غامض، والذي يعتقد أن كتابته تمت في حوالي 1404 - 1438م، كتب من قبل مؤلف مجهول بأبجدية مجهولة الهوية وبلغة غير مفهومة.
درست المخطوطة على يد العديد من المحترفين وعلماء التعمية، منهم أيضاً أشهر علماء التعمية البريطانيين والأمريكيين في الحرب العالمية الثانية، وقد فشلوا في تفسير ولو حرف واحد. والخيط الوحيد الموجود هو أن المخطوطة استعمل فيها نوع من علم التعمية القديم، وهو الذي أعطى وزناً لنظرية أن الكتابة خدعة متقنة، وأن ما فيه نوع من الرموز الاعتباطية التي ليس لها معنى.
سميت هذه المخطوطة على اسم بائع الكتب البولندي-الأمريكي ويلفريد فوينيتش، الذي أمتلكها سنة 1912. وفي عام 2005 انضمت المخطوطة إلى مكتبة بينيك للكتب النادرة والمخطوطات بجامعة يال تحت اسم M-408، ومن بعدها أصدرت أول نسخة للكتاب في عام 2005.

## محتوى
بالنسبة للتخمينات الحديثة تضمن هذا الكتاب 272 ورقة في 17 ملزمة، وفي كل ملزمة 16 ورقة. وعن 240 ورقة رقية الباقية حتى الآن، والفجوات في عد الصفحة يشير ذلك إلى نقص الأوراق عندما اكتسبها فوينيتش. استخدمت الريشة لكتابة الأفكار العامة والنصوص، والوان طليت طبقت (بطريقة شبة عشوائية) مع الأفكار، احتمالاً في عهد متأخر. هناك دليل قوي يقول أنه في نقطة من التاريخ رتبت صفحات هذا الكتاب بترتيب مختلف.

القسم علم الأحياء في المخطوطة يوضّح نساءً يأخذن حماماً.

كتبت المخطوطة من اليسار إلى اليمين بوضوح، مع هامش يميني خشن. والأقسام الأطول فقرات مقتحمة، مع علامة الفقرات (•) في اليسار. وليس هناك أي علامات ترقيم (قد لاتعرف من المضمون المجهول للكتابة) معروفة حتى الآن. والتنسيق في الكتابة مكتوب بسلاسة، موضحة أن الكاتب كان يعرف كيف يكتب وقتما كان يكتب؛ وطريقة الكتابة تعطي انطباعا بأن الكاتب لم يكن يحسب قبل كتابته بالحبر على الصفحة.
والنص يتكون من 17,000 نص منفصل، تنفصل عن بعضها بفراغات ضيقة. معظم هذه الرموز تكتب بنوع أو نوعين من الأقلام البسيطة. بينما هنالك من يرفضون وجود تمايز بين كل رمز أو لا، أبجدية مع 20-30 حرفاً يفسر علمياً كل نص؛ مع استثناء بضعة حروف يُكتب بها مرة أو اثنتين.
الفراغات الأوسع تقسم إلى ما يقارب 35,000 «كلمة» ذو أطوال مختلفة. هذه الرموز قد تتبع الصوتيات أو أنظمة الكتابة تحدد نوعاً من الترتيب؛ كمثال: حرف محدد يجب أن يظهر في كل كلمة (مثل حروف العلة بالإنجليزية) وبعض الحروف يجب أن لا تتبع بعضها، والبعض يمكن لها أن تتكرر والبعض لا.
دراسات الإحصائية توضح أن الكتابة نفس الطبقة التي هي موجودة في اللغات الطبيعية. تظهر بعض الكلمات في بعض الأقسام، أو في بعض الصفحات؛ أما الأخريات فتحدث غالباً في كافة الأقسام في المخطوطة. وهناك القليل جداً من التكرارات ولذلك ربطت العلامات بالإيضاحات. في القسم العشبي، أول كلمة في الصفحة تظهر تتكرر مرة في هذه الصفحة، وربما قد يكون اسم النبتة.
ومن جانب آخر، تختلف لغة المخطوطة عن اللغات الأوروبية بعدة سمات. أولاً، ليس هنالك جملة قد تتكون من أكثر من 10 رموز، وكما يوجد القليل من الكلمات التي تتكون من رمز-رمزين. إن توزيع الحروف في الكلمة غريب بالأحرى: هناك بعض الحروف تظهر في البداية فقط، وهناك من تظهر في النهاية، والبعض الآخر في الوسط فقط-وهو ترتيب وجد في اللغات السامية فقط ولكن ليس في اللاتينية، أو السيريلية؛ مع استثناء الأبجدية اليونانية وحرفها سيجما.
والنص يبدو أكثر تكراراً من النصوص الأوروبية المثالية؛ هناك بعض الحالات التي تظهر فيها الكلمة ثلاث مرات متتابعة. الكلمات التي تختلف فقط بواسطة حرف واحدة تكرر أيضاً بتردد غير عادي.
هناك أيضاً بعض الكلمات في المخطوطة كتبت في ببعض الكتابات اللاتينية. في الصفحة الأخيرة، هناك أربع أسطر مكتوبة بـحروف لاتينية مشوهة بالأحرى، باستثناء كلمتين في المخطوطة الرئيسية. الحرفية تشبة الأبجديات الأوروبية في القرن 15م، ولكن الكلمات ليست منطقية لأي منها. وأيضاً تخطيطات في القسم الفلكي تمتلك اسامٍ لها نفس اسامي شهور عشرة (من مارس إلى أكتوبر) مكتوبة بالحروف اللاتينية، مع تهجئة إيحيائية من العصور الوسطى من لغات موجودة في فرنسا أو من شبه جزيرة إيبيريا. وعلى كلٍ، لم يُعرف سواء هذه القطع من الكتابات اللاتينية جزء من الكتابة الأصلية، أو تمت إضافتها لاحقاً.

### الرسومات

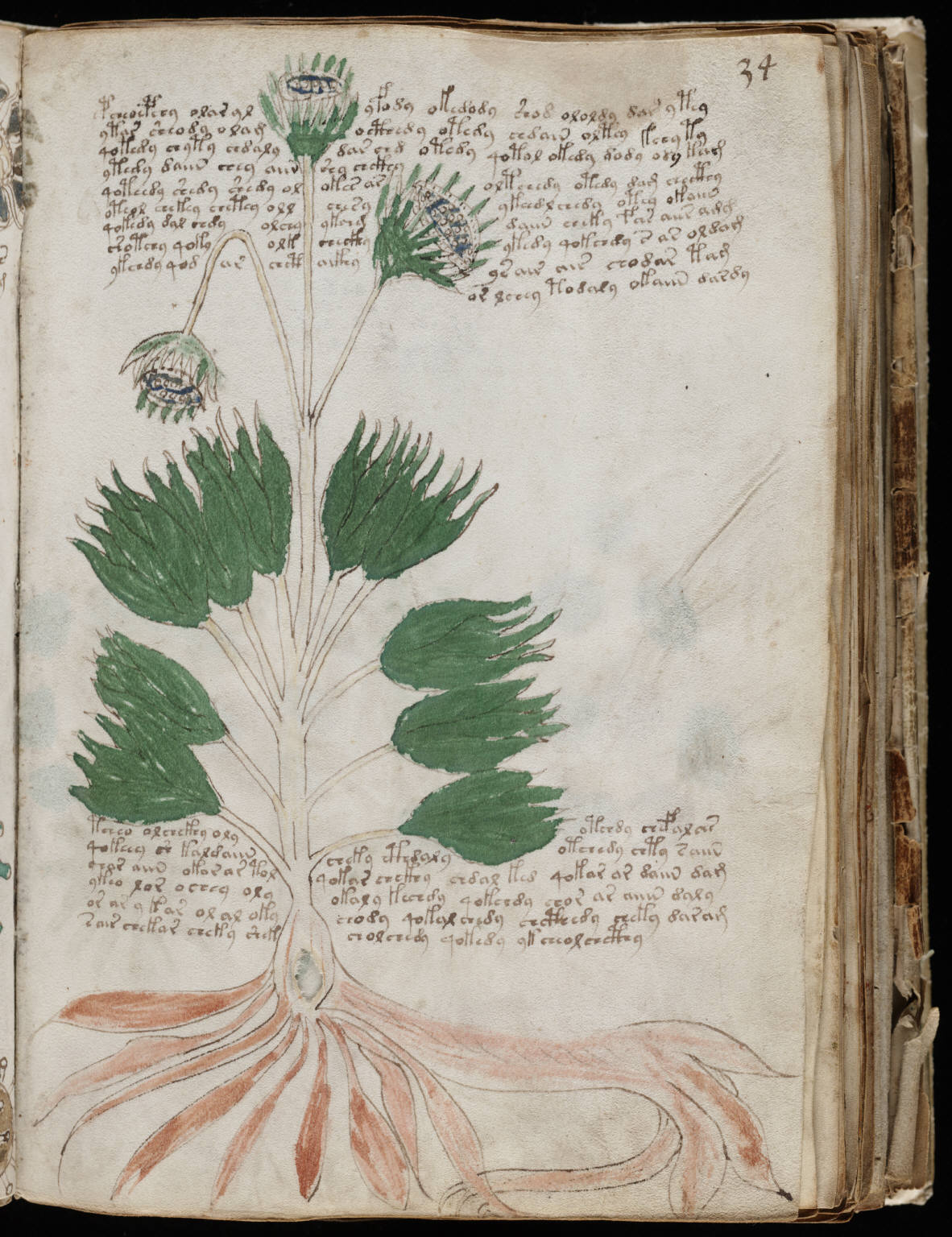
القسم "العشبي" من المخطوطة يحتوي على رسومات توضيحية للنباتات.

الرسومات التوضيحية في المخطوطة أظهرت بعض الوضوح عن المحتوى العام للمخطوطة، ولكن تشير ضمناً إلى أن الكتاب يتكون من ستة «أقسام»، بأساليب مختلفة وموضوع القسم. عدا القسم الأخير، الذي يحتوي على نصوص فقط، وكل صفحة تحتوي على الأقل رسم توضيحي واحد. هذه الأقسام هي:
عشبي: كل صفحة تظهر على نبتة واحدة (أحياناً أثنتين)، مع القليل من الكتابات، وهي تشكيلة من الأعشاب الأوروبية. بعض رسومات هذا القسم أوضح وأكبر من الرسوم التوضيحية في قسم الصيدلة (في الأسفل). ولم يستطيع العلماء تمييز أي من النباتات التي وضحت بالرسم أو تحديد جنسها.
فلكي: يحتوي على تخطيطات دائرية الشكل، بعضها بشموس، بعضها بأقمار، ونجوم، وهو إيحائي من الفلك أو التنجيم. جزء من الـ12 تخطيطا صور على هيئة رموز تقليدية للأبراج (كبرج الرامي وأبراج أخرى) ومعظم الإناث في مخطوطة الأبراج يصورن وهن عاريات جزئيا على الأقل. وكل من منهم يمسك ما قد يمكن أن يكون نجماً مربوطاً. ويظهر مربوطاً بحبل أو شيء من هذا القبيل (كطفل أو طفلة يربط حول خصر أحد منهما بالوناً في هذه الأيام) وصفحتان من هذا الجزء (برج الجدي وبرج الدلو) قد فقدتا. بينما برج الحمل وبرج الثور مفصولاتٍ إلى أربع أزواج من المخطوطات مع 15 نجماً في كل منهما. بعض هذه النجوم خارج الصفحات الأصلية.

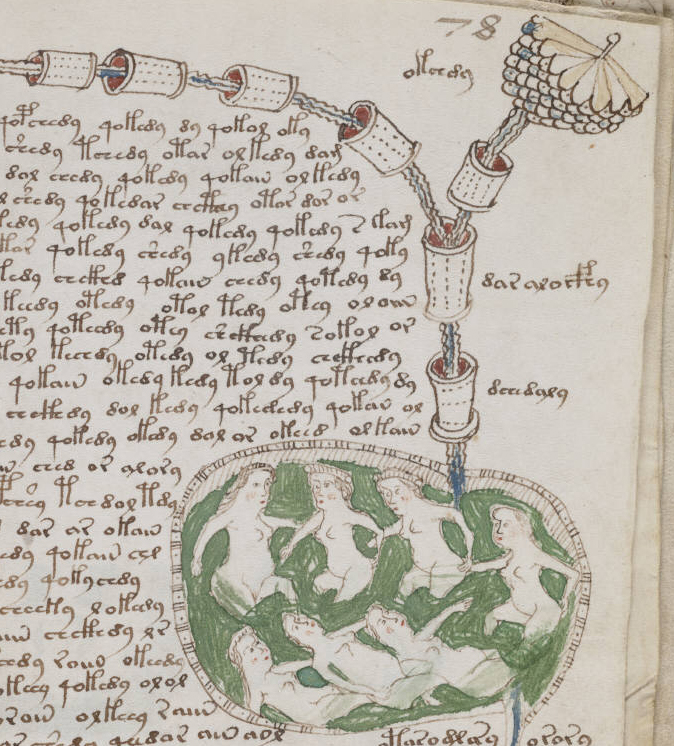
تفاصيل القسم الأحيائي في الصورة.

أحيائي: نص كثيف مستمر مبعثر الأفكار، يظهر نساء صغيرات عاريات تأخذن حماماً موصلاً بشبكة أنابيب، والبعض يصور فيهن شكل الأعضاء. والبعض يلبسن تاجاً.
مجري: تخطيطات دائرية الشكل، ولكن بطبيعة غامضة. يغطي هذات القسم ست صفحات تحتوي على خريطة من نوع ما أو تخطيط، مع خمس «جزر» متصلة بـطريق موصلة عن طريق ممر رملي، قلاع، واحتمال رسم لبركان.
صيدلي: وفيه رسومات لأجزاء منعزلة من النبات (جذور، أوراق...)؛ وأشكال تشبه جرار العطار رسمت على طول الهوامش، مع القليل من الكتابات.
الوصفات: العديد من النصوص القصيرة، وكل من هذه النصوص يعلّم زهرة أو نجمة تشبه الكرة.

## تاريخ

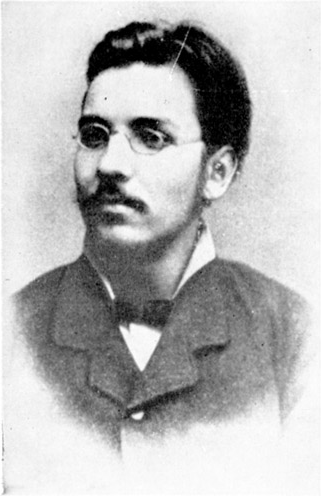
ويلفريد فوينيتش

تاريخ هذه المخطوطة ما زال مليئاً بالفجوات، وخصوصاً في أجزائه الأولى. لأن أبجدية المخطوطة لا تزال لا تطابق أي كتابة معروفة، ولم يتم فك شفرات المخطوطة، والدليل الوحيد الذي يفيد عمر الكتاب وأصله هو الرسومات التوضيحية-وخصوصاً ملابس وتسريح الشعر التابعة لأفكار البشر في العصور، وزوج من القلاع التي ترى في المخطوطة، كلها تشخيصية للأوربية، وعلى هذا الدليل فإن تاريخ الكتاب يعود إلى 1450 إلى 1500م. هذا مع الزيادات الثانوية كأدلة. قامت جامعة أريزونا (الولايات المتحدة الأمريكية) في عام 2009 ببحث علمي لتحديد عمر المخطوطة باستخدام اختبار الكربون-14، وتوصلوا إلى أن المخطوطة يمكن أن تكون مؤرخة بين 1404 - 1438م،
أول مالك معروف للمخطوطة هو جورج باراسيتش، خيميائي مجهول عاش في براغ في بداية القرن 17م. ومن الممكن أن باراسيتش احتار مثلنا اليوم عن مضمون هذه النصوص، التي شغلت مساحة من مكتبته بلا فائدة لبضعة سنين. مع العلم أن أثانيسيوس كيرتشر -يسوعي دارس من الجامعة الرومانية، قام بنشر قاموس قبطي وقام بفك رموز الهيروغليفية المصرية- وقد أرسل جورج إليه نموذج للمخطوطة -مرتين- إلى روما، بحثاً عن الأجوبة. رسالة 1639م إلى كيرتشر تحدد في منطقة رين زاندبرجين، وهي أول ذكر للمخطوطة حتى الآن.
لا يُعرف حتى الآن ما إذا كان كيرتشر قد جاوب على الطلب، والواضح أنه كانت لديه رغبة للحصول على الكتاب، والذي من الواضح أن باراسيتش رفض إعطائه إياه. عندما مات باراسيتش مررت المخطوطة إلى صديقه جان ميريك ميرسي (جونيس ميريك ميرسي)، وقتها كان رئيس جامعة جامعة تشارلز في براغ؛ والذي أعطاه فوراً إلى كيرتشر، الذي هو صديقه القديم والعزيز. ورسالة ميرسي التي كتبها عام 1666 لا تزال موجودة إلى اليوم ملصوقة على المخطوطة.
ليس هناك أحداث عما حدث للمخطوطة في الـ200 السنة التالية، ولكن الاحتمال الأفضل أنه تم إدخارها، مع بقية مراسلات كيرتشر، في مكتبة الجامعة الرومانية. وبالطبع أبقيت هنالك إلى أن جاء جنود فيكتور عمانويل الثاني وضمت الولايات البابوية، والحكومة الإيطالية الجديدة قررت أن تصادر العديد من ملكيات الكنائس، بما في ذلك مكتبة الجامعة الرومانية. ووفقاً لخافيير سكالدي وأخرون، أنه قبل أن تحصل المصادرة نقلت محتويات المكتبة إلى المكاتب الشخصية التابعة لكلياتها، والتي كانت معفاة من المصادرة. مراسلات كيرتشر كانت من ضمنها وكذلك أيضا المخطوطة، ثم وضعت بين كتب كانت بحوزة بطرس بيكس، رئيس الطلب اليسوعي ورئيس الجامعة في ذلك الوقت.
انتقلت مكتبة بيكس الخاصة إلى فيلا مانداغون في فراساتي، قصر كبير قرب روما، تم شرائه على يد مجتمع يسوع في عام 1866م أصبح القصر مقر جامعة غيسليري.
في عام 1912 عانت الجامعة الرومانية نقص في الأموال فقامت ببيع -بشكل رصين جداً- بعض ممتلكاتها. ويلفريد فوينيتش امتلك ما يقارب 30 مخطوطاً، وعلى هذا فالمخطوطة تحمل اسمه الآن. في 1930، بعد موته، ورثت أرملته إثيل ليليان فوينيتش (وهي المؤلف المعروف لرواية النعرة وابنة الرياضياتي الشهير جورج بول). ماتت إثيل وقد تركت المخطوطة عند صديقة مقربة لها، السيدة آن نيل. في 1961، آن نيل باعت الكتاب إلى تاجر كتب قديمة ويعرف باسم هانس كراوس. لم يستطع إيجاد مشترٍ لها، فقام بالتبرع بها لجامعة يال عام 1969م.

## نظريات حول الكاتب
وضعت العديد من الأسماء ككاتب محتمل لمخطوطة فوينيتش.

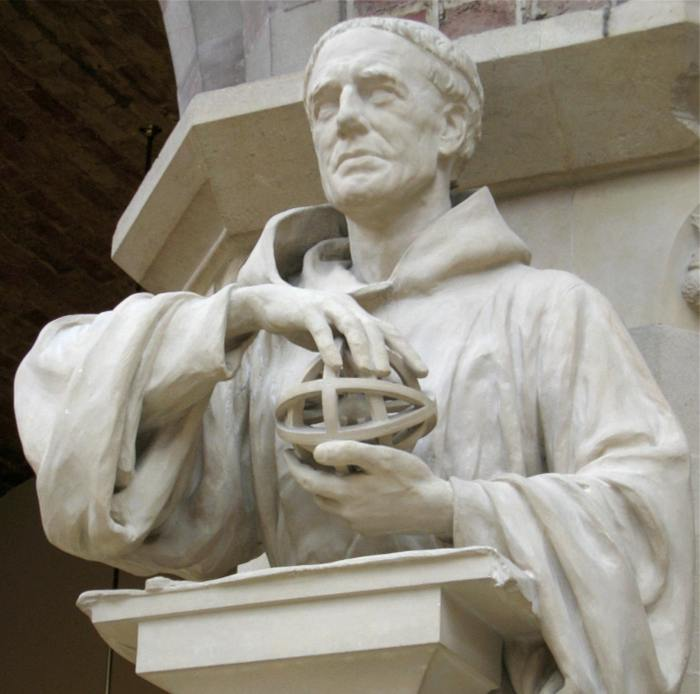
روجر بايكون

رسالة 1665 الخاصة بميرسي تقول، بالنسبة لمقولة صديقه رافييل منشوفسكي، فقد تم شراء هذا الكتاب على يد رادولف الثاني وأيضا على يد ملك بوهيميا (1552–1612) وقد اشتراه بـ600 داكوت -وهو ما يساوي 30,800$ في عام 2005. رادولف أعتقد أنه من الممكن أن يكون الكاتب هو الراهب الفرانسيسكاني روجر بايكون (1214–1294).
وعلى الرغم من أن ميرسي «علق حكمه» على هذا الإدعاء، فقط كان مأخوذا على محمل الجد من قبل فوينيتش، وحاول جاهداً لإثبات ذلك. وعلى كلٍ فالعالمون بطريقة تأليف وكتابة روجر بايكون رفضوا هذه النظرية.

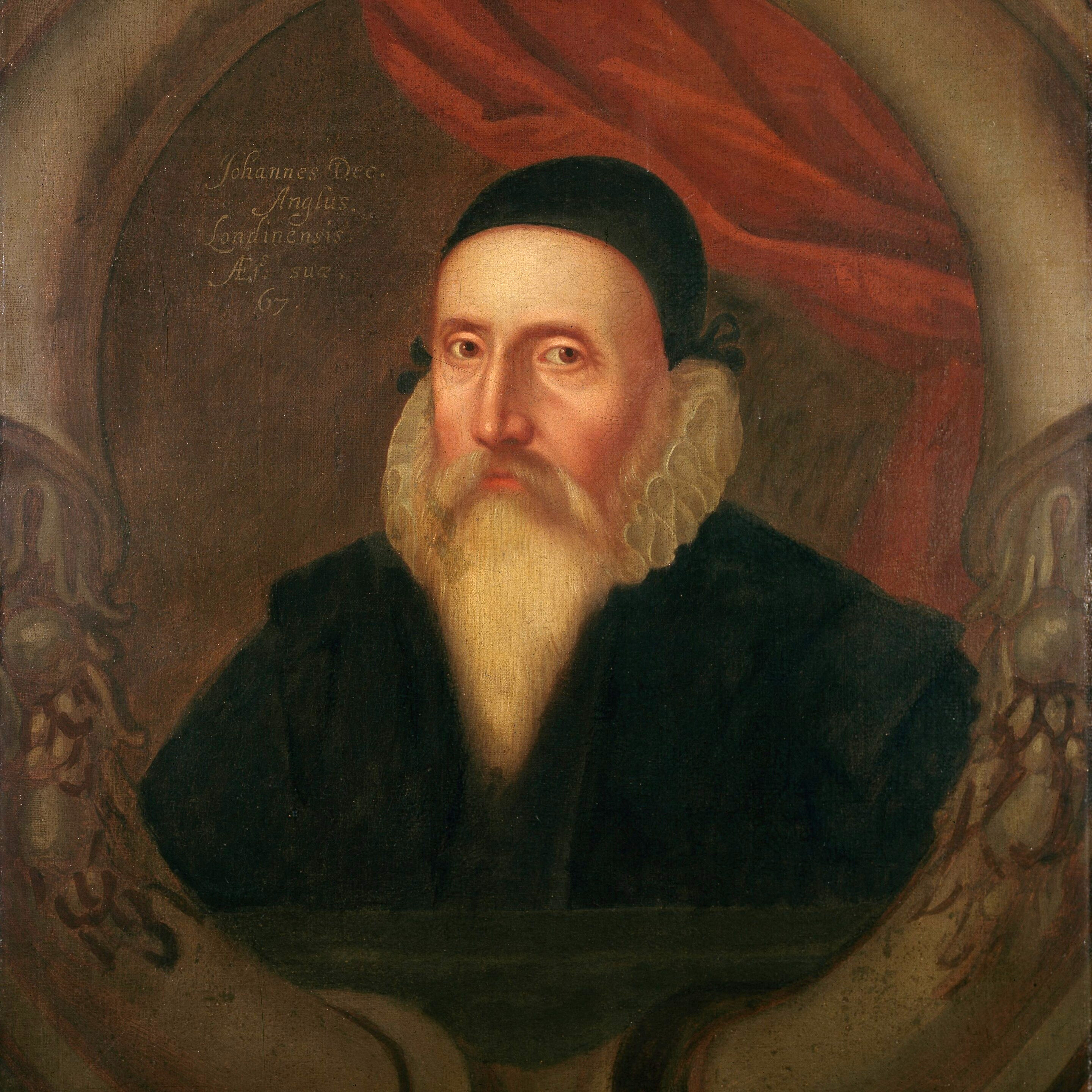
جون دي

فرضية أن روجر بايكون كان المؤلف قادت فوينيتش إلى أن الشخص الذي باع المخطوط إلى رودلف هو وحده جون دي، رياضياتي وفلكي لدى الملكة إليزابيث الأولى، والمعروف عنه أنه مالك لمعظم مجموعات مخطوطات بايكون. وهذه النظرية حملها أيضاً غوردن رغ. دي ووسيطه الروحي إدوارد كيلي عاشوا في بوهيميا لمدة طويلة وتمنوا أن يبيعوا خدماتهم إلى الإمبراطور. على أي حال، لقد ترك دي مذكراته بحرص شديد قرر عدم ذكر البيع فيها، وأراد جعل الحكاية عكس ذلك. فإذا كان كاتب المخطوطة ليس بايكون، والتواصل مع دي توقف فجأة. فمن الممكن أن يكون دي هو من أشاع أن الكاتب هو بايكون آملاً أن يبيع الكتاب فيما بعد.

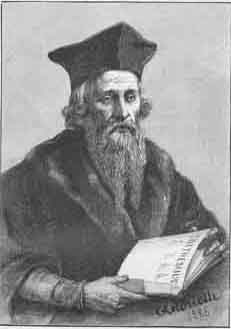
إدوارد كيلي

رفيق دي في براغ، إدوارد كيلي، كان خيميائياً يعتقد أن النحاس يمكن أن يتحول إلى ذهب عن طريق مسحوق سري أخذه من قبر أسقف في ويلز. وادعى أنه قادر على رؤية الملائكة من خلال نوع من البلورات. وأن لغة الملائكة تدعى الإدريسية، نسبة إلى إدريس، الأب الإنجيلي لماتهوسالح؛ نسبة للأسطورة، فقد تم أخذه إلى جولة سماوية مع الملائكة، ولاحقاً سجل كتاباً عن ذلك وعن ماشاهد هنالك. العديد من الأشخاص أقترحوا. أن كيلي قد أخترع هذه النصوص على أنها الكتابة الإدريسية ليخدع دي، ومن الممكن أن يكون قد أنشئ الكتاب ليخدع الإمبراطور (ليدفع له مقابل الخدمة الخيميائية المفترضة).

### إنشاء شخصي
شك أخرون أن ويلفريد فوينيتش قام بكتابة المخطوطة بنفسه. كتاجر كتب أثرية، ومن الممكن أنه قد امتلك المعرفة الأزمة؛ وهي تعني «كتاب ضائع» بقلم روجر بايكون يمكن أن يساوي ثروة. وعلى أي حال، عن طريق التأريخ الدقيق للرسالة، والاكتشاف الحديث لرسالة باراسيتش إلى كيرتشر، جميع احتمالات حدوث هذا قد أزيلت.

## نظريات عن المحتوى والهدف

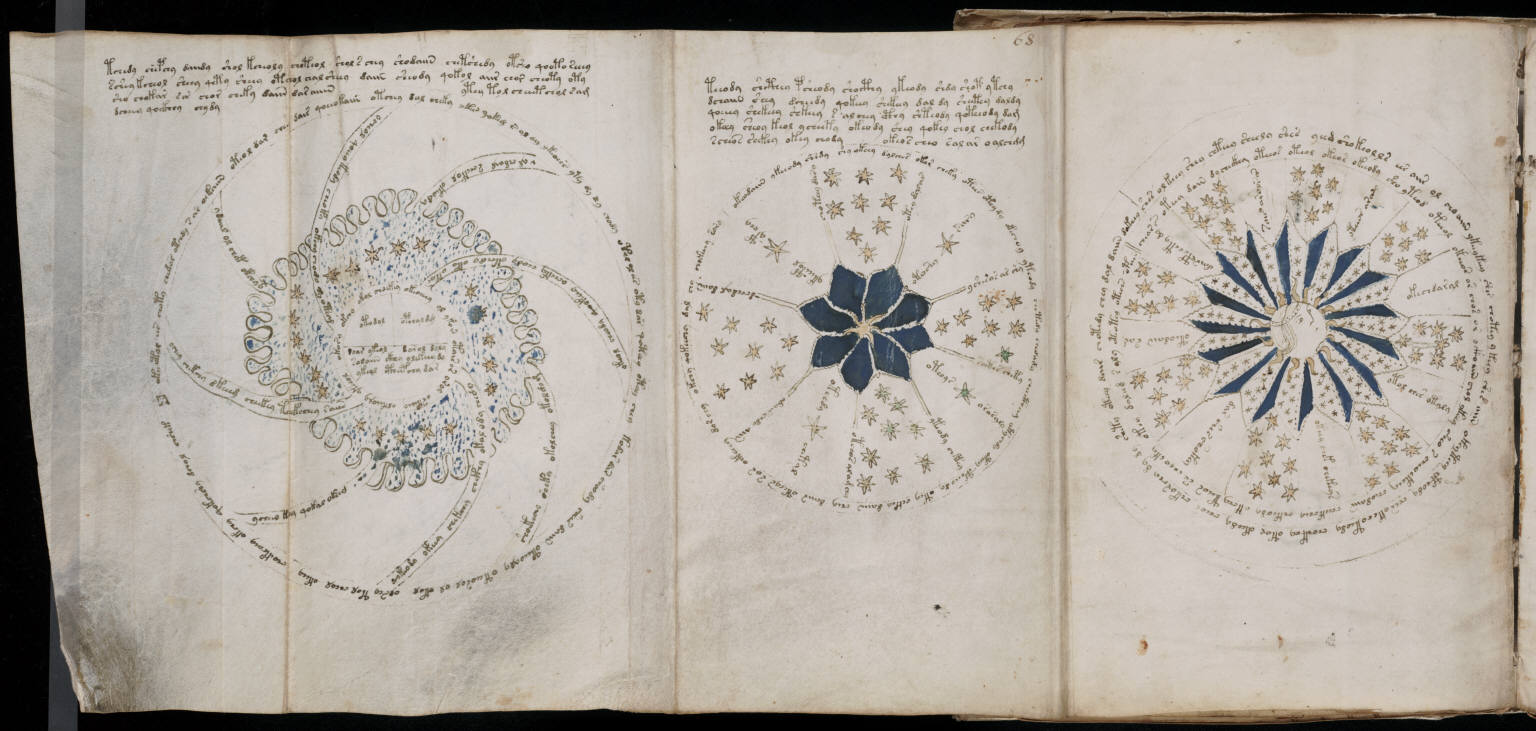
ثلاث صفحات من الكتاب تحتوي على ثلاث رسومات فلكية مع رموز تظهر على الرسم الفلكي.

أعطى الانطباع العام للأوراق الباقية في المخطوطة اقتراح أن المخطوط كان يُعنى لخدمة العلوم الصيدلية أو نوع من الأدوية الجديدة في العصور الوسطى. وعلى أي حال، فك تفاصيل الرسوم التوضيحية في الكتاب وضعت العديد من النظريات حول أصل الكتاب. محتوى النصوص، والغرض ولأي نوع هو.
القسم الأول من الكتاب يختص في مجال الأعشاب، لكنه بالطبع يُعرف النباتات، إما بالنماذج الفعلية أو بالرسوم التوضيحية، لكنه فشل بوضوح. فقط زوجان من النباتات (وهي زهرة الثالوث البرية وسرخس كزبرة البئر) يمكن تمييزها حالياً. هذه الأعشاب رسمت بوضوح ويتضح أنها نوع سليم من الرسومات، عدا الأجزاء الناقصة التي أكملت بتفاصيل غير محتملة المظهر. وفي الواقع، هناك العديد من النباتات التي يتضح أنها متصلة، فجذور نوع من الأنواع قد يكون متصلاً بورقة الأخرى، ومع زهرة من الثالثة.
الأنابيب في القسم الأحيائي فيها مايدل على اتصالها بالكيمياء، والذي سيكون ذو علاقة إذا أحتوى الكتاب على أوامر تحضير المركبات الطبية. وعلى أي حال، اللغة الكيميائية الرمزية في الكتاب هي نفسها تلك التي في كتب أخرى في ذلك العصر، من حيث العمليات والمواد والرموز التصويرية (كالضفدع، النسر، رجل في قبر...) أو رموز كيميائية (كدائرة بصليب)؛ ولاشئ من هذه الرموز يمكن أن يحدد ماهية محتويات المخطوطة.
لعبت التوقعات الفلكية دوراً بارزاً في جمع الأعشاب، إراقة الدماء وغيرها خلال الفترة المحتملة للكتاب. وعلى أي حال، عدا الرموز الفلكية (البرجية)، وإحدى التخطيطات يحتمل أنه يصور كوكب بطريقة كلاسيكية؛ لا أحد يستطيع أن يترجم الرسومات ضمن التقاليد التنجيمية المعروفة (الأوروبية وغيرها).
رسومات دائرية في القسم «الفلكي» يصور أجساما غير منتظمة مع أربع أذرع محروفة، بعض الذين حاولوا ترجمة الرسومات قالوا أن هذه الصورة للمجارات لايمكن أن تأخذ إلا عن طريق منظار. والرسومات الأخرى جعلتهم يفترضون أنها خلايا تُرى عن طريق مجهر. هذه الاحتمالات أفترضت أن الكتاب أنشئ في وقت مبكر من العصر الحديث، فضلا عن العصور الوسطى، والذي اعتبروه تاريخ المخطوطة. على أي حال، هناك تشابه مشكوك فيه: على المنظر المقرب، الجزء المركزي من «المجرة» نلاحظ تشابه بينها وبين بركة من الماء. ونرى بعض الصور تشبه في هيئتها قنافذ البحر.